# جيفري فرانكل
جيفري فرانكل (بالإنجليزية: Jeffrey Frankel)‏ هو اقتصادي أمريكي، ولد في 5 نوفمبر 1952.

## وصلات خارجية
- جيفري فرانكل على موقع إن إن دي بي (الإنجليزية)